# Pint
Een pint is een inhoudsmaat, die nog in vier verschillende hoeveelheden in gebruik is en daarnaast een oude inhoudsmaat die vroeger in Vlaanderen werd gebruikt.

## Hedendaags gebruik
- In het Verenigd Koninkrijk en Ierland is (was) een pint 0,568261 liter. Deze zogeheten "imperial pint" wordt steeds minder gebruikt, alleen in combinatie met glazen bier of flessen melk is hij nog gangbaar.
- In de Verenigde Staten kent men twee verschillende pints: de "dry pint" van 0,550610 liter (voor droge goederen zoals grutterswaren) en de "liquid pint" van 0,473176 liter voor vloeistoffen.
- In Vlaanderen is een pintje een gangbare benaming voor een glas bier met een inhoud van 0,25 liter.

## Voorheen
- één pint in Kasselrij Oudburg en Land van Waas heeft de waarde van 0,5766 liter (= 1/4 achteling)
- één pint in het Land van Dendermonde heeft de waarde van 0,5715 liter